# Santuario della Madonna del Pollino
Il santuario Maria Santissima del Pollino, noto informalmente come santuario della Madonna del Pollino, è un santuario mariano sito sul monte Pollino a circa 1537 metri sul livello del mare in frazione Mezzana nel comune di San Severino Lucano in Basilicata.

## Storia
Le origini del santuario sono avvolte nel mistero e sono state a lungo tramandate attraverso tradizioni orali locali discordanti tra loro, anche se tutte le versioni concordano che agli inizi del XVIII secolo la Madonna sarebbe apparsa a dei pastori sul Pollino.
Secondo la ricostruzione fatta da don Prospero Cirigliano nel 1929 e da don Camillo Perrone nel 1966 (entrambi parroci di San Severino Lucano) dopo l'apparizione della Madonna ad un pastore, due donne, Rosa Maria e la cognata Vittoria, si sarebbero recate sul monte; Rosa Maria era sposata con un uomo affetto da una malattia incurabile e la coppia aveva anche un figlio. Mentre le due donne percorrevano la faticosa strada per giungere al luogo dell'apparizione mariana, iniziarono ad avere sete e chiesero alla Madonna di assetarle; a poca distanza video sgorgare uno zampillo d'acqua vicino all'ingresso di una grotta e una volta addentratevisi ritrovarono una cassa nascosta sotto terra e pietre che conteneva una statua della Vergine col Bambino avvolta in un panno, di probabile fattura orientale o bizantina. Le due donne tornarono a casa con la cassa e trovarono il marito di Rosa Maria miracolosamente guarito. Un'altra versione narra che la Madonna sarebbe apparsa ad una pastorella sotto le sembianze di una "Bella Signora", dandole una lettera da consegnare al clero nella quale esprimeva il desiderio che in quel luogo fosse realizzato e le fosse consacrato un luogo di culto. Un'ulteriore versione, tramandata a Terranova di Pollino, sostiene che i pastori del monte si riunissero abitualmente nei pressi della grotta per concordare la suddivisione dei pascoli e che in occasione di uno di questi incontri furono attirati nella grotta da un bagliore, trovandovi una giovane donna avvolta in un'intensa luce.
Il santuario è stato espanso negli anni 1970 e nel 1975 è stata realizzata la strada carrabile, in sostituzione della preesistente mulattiera. Lo scrittore britannico Norman Douglas descrisse così il santuario: "il tempio solitario sta appollaiato come un nido d'aquila sull'orlo di una rupe a piombo sul fiume Frida. Grazie alla posizione e alla altitudine il panorama verso l'interno è splendido, specie verso sera, quando la luce solare si attenua in lontananza e le montagne si rivelano, catena addietro catena, le creste disegnate l'una contro l'altra in morbide gradazioni di malva e di verde. Lo scenario si conclude, al fondo, con i grandiosi massicci del Sirino e dell'Alburno in lontananza".

## Descrizione

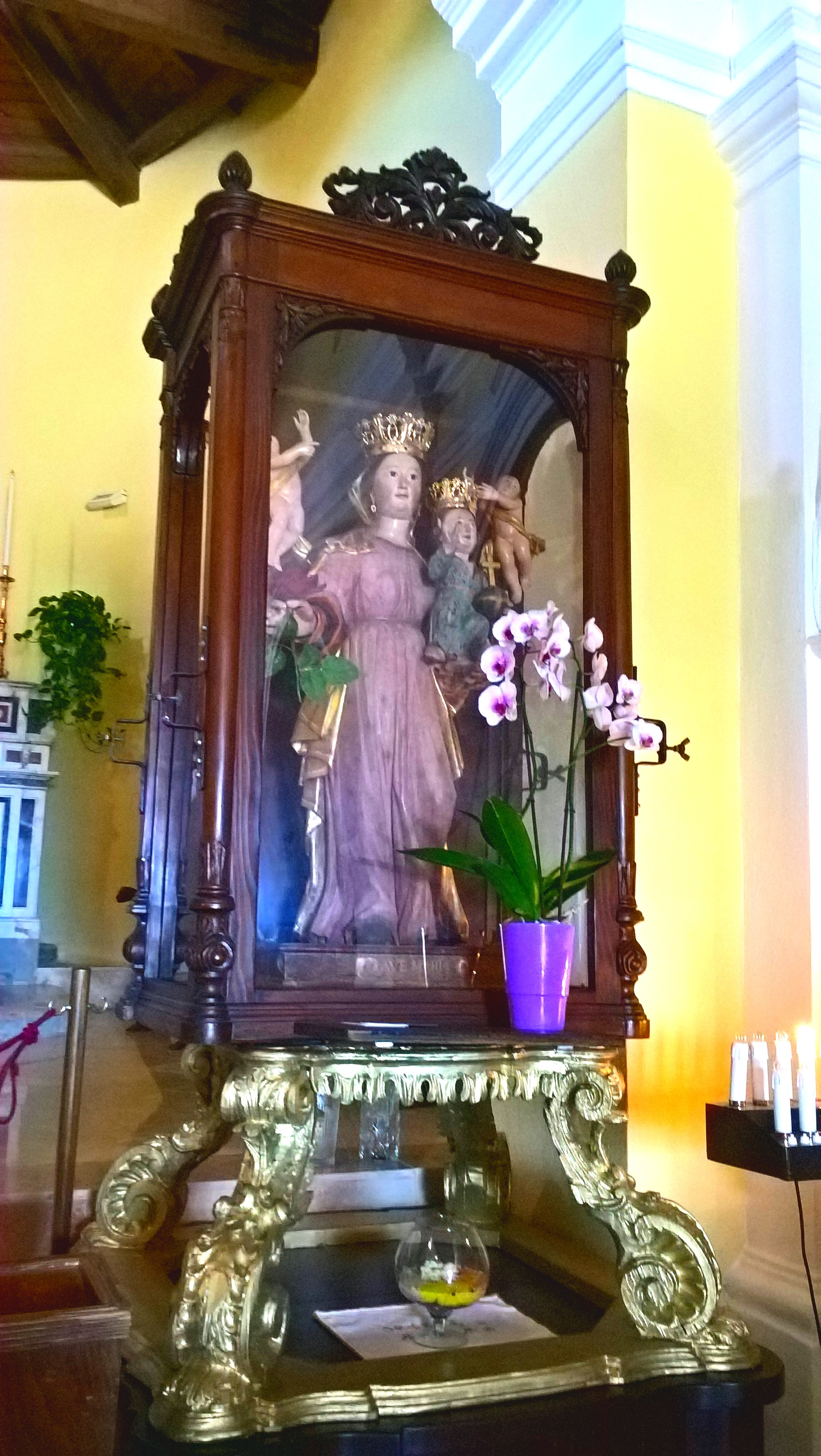
La statua della Madonna del Pollino all'interno della chiesa del santuario.

L'edificio principale del santuario è una chiesa a tre navate, in uno stile che richiama timidamente l'architettura romanica, a cui si aggiungono una casa del pellegrino e gli alloggi per il personale diocesano. All'interno della chiesa, da giugno a settembre, è custodita una statua lignea della Madonna col Bambino, realizzata probabilmente nel XIX secolo, che si richiama alla figura della Regina del Cielo: la Vergine coronata si presenta in piedi con una tunica rosa antico e un mantello oro; con la mano destra porge una rosa purpurea mentre con la mano sinistra sorregge il Bambino coronato, rivestito con una tunica celeste a fiori, il quale tiene con la mano destra un globo crucigero; a completare il gruppo scultoreo due putti, di cui uno regge la corona del Bambino. In origine la statua indossava anche un mantello su cui i fedeli appuntavano le loro offerte votive in denaro e gioielli, rimosso da un contestato restauro.

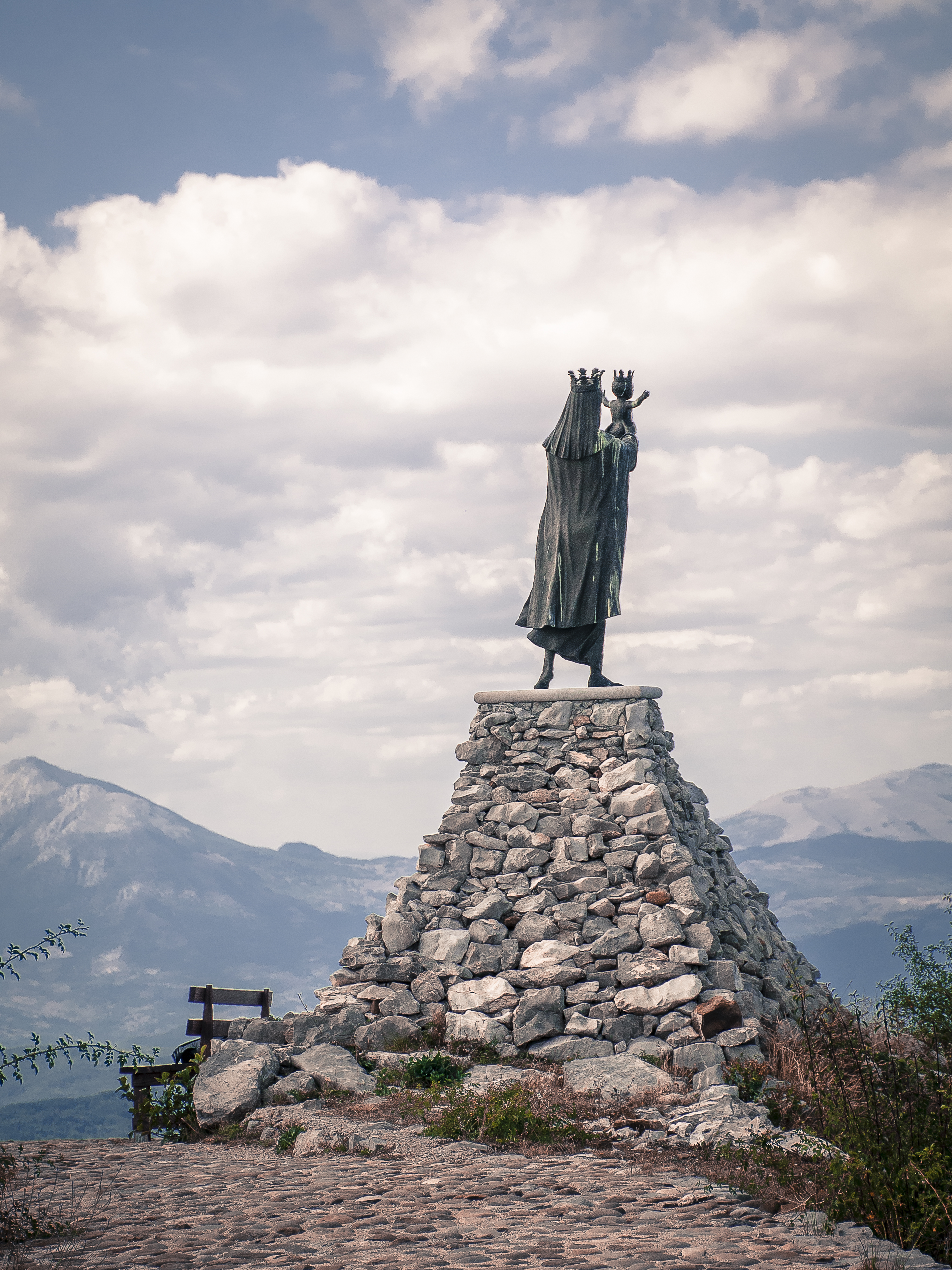
La statua della Madonna col Bambino di Daphné Du Barry.

A poca distanza dal santuario è stata realizzata nel 2009 una statua in bronzo della Madonna che alza il Bambino rivolta verso la valle del Frido. La statua, alta circa 2,2 metri, è posta su un basamento altrettanto alto ed è opera della scultrice olandese Daphné Du Barry.

## Tradizioni
Le tradizioni legate alla Madonna del Pollino sono state studiate approfonditamente dall'antropologa e fotografa Annabella Rossi nel 1968, che ha registrato l'intero rituale oltre che alcune testimonianze dei fedeli e che ha realizzato numerose foto, quest'ultime conservate nell'archivio fotografico dell'Istituto centrale per il patrimonio immateriale (ICPI).
Il primo momento in ordine cronologico è la salita, che si svolge ogni primo weekend di giugno, ovvero il trasporto in processione della statua lignea della Madonna col Bambino dalla chiesa di Santa Maria degli Angeli di San Severino Lucano al santuario, distante circa 18 chilometri. Il sabato, preceduto dalla novena, è dedicato ai preparativi e a una prima processione della statua per le strade del paese, in alcuni tratti cosparse di petali di rose rosse e giglio, che simboleggiano il sangue di Cristo e la purezza della Vergine Maria; al termine della processione la statua è riposta in una nicchia lignea per ricevere il saluto dei fedeli, in particolare di coloro che non possono compiere la processione. La domenica, dopo la celebrazione della messa alle 6:00 del mattino, la statua viene trasportata in spalla fino al santuario, effettuando soste in corrispondenza di piccole strutture di mattoni e cemento poste lungo la strada, chiamate pisuoli in dialetto lucano, arrivando intorno alle 9:30 in località Mezzana Torre e poi in località Mezzana Salice, dove viene celebrata la messa nella chiesa di Santa Maria dell'Abbondanza. Intorno alle 14:00 la processione riprende verso il santuario e si conclude col posizionamento della statua all'interno del podio del sagrato dopo aver sollevato tre volte la statua in trionfo al grido di "Evviva la Madonna di Pollino". Il trasporto della statua è affidato ad una confraternita laica che mantiene e tramanda questo rito. Alla processione prendono parte anche diverse donne che portano in bilico sul capo le cinte, delle complesse e pesanti composizioni di fasci di cereali e candele che costituiscono una forma di ex voto tipica della devozione cristiana in Basilicata; queste donne vengono invitate dai suonatori che accompagnano la processione a ballare, in segno devozionale, la tarantella, ballo che viene tipicamente associato ad occasioni ludiche. Il secondo momento è composto dalla festa devozionale, che si svolge nei primi venerdì, sabato e domenica di luglio. Il terzo ed ultimo momento è la discesa della statua che avviene nel weekend della seconda settimana di settembre. Il sabato è nuovamente riservato ai preparativi, a cui possono partecipare solo i confratelli che trasportano in spalla la statua, gli abitanti di San Severino Lucano e alcune famiglie di Rotonda e Francavilla in Sinni, mentre la domenica è dedicata all'effettiva discesa della statua a San Severino Lucano sul medesimo tragitto della salita.
Dal 1974 la Madonna del Pollino è inoltre venerata a Buenos Aires presso la parrocchia Buen Pastor Avenida Araguren, dove è presente una riproduzione della statua lucana che ogni 2 giugno viene portata in processione per le vie del quartiere Caballito.